# 盖尔德
盖尔德是德国下萨克森州的一个市镇。总面积36.37平方公里，总人口2483人，其中男性1232人，女性1251人（2011年12月31日），人口密度68人/平方公里。